# Gyoerffyella rotula
Gyoerffyella rotula är en svampart som först beskrevs av Franz Xaver von Höhnel, och fick sitt nu gällande namn av Marvanová 1967. Gyoerffyella rotula ingår i släktet Gyoerffyella, divisionen sporsäcksvampar och riket svampar.   Inga underarter finns listade i Catalogue of Life.